# Karen Dokhoyan
Karen Dokhoyan (en arménien : Կարեն Դոխոյան), né le 6 octobre 1976 à Erevan en URSS, est un footballeur international arménien. Il est actuellement membre du staff du Pyunik Erevan.
Karen a joué 48 matches avec l'équipe nationale et marqué 2 buts : le premier le 2 février 2000 lors d'un match amical contre la Moldavie et le second, contre la Roumanie, en 2004, lors des qualifications à la coupe du monde 2006.

## Palmarès
- Championnat d'Arménie
  - Champion en 1997, en 1999, en 2007 et en 2008
- Coupe d'Arménie
  - Vainqueur en 1999
- Coupe de Russie
  - Finaliste en 2004
- Supercoupe d'Arménie
  - Vainqueur en 2006